# Guru Granth Sahib
 (août 2020).

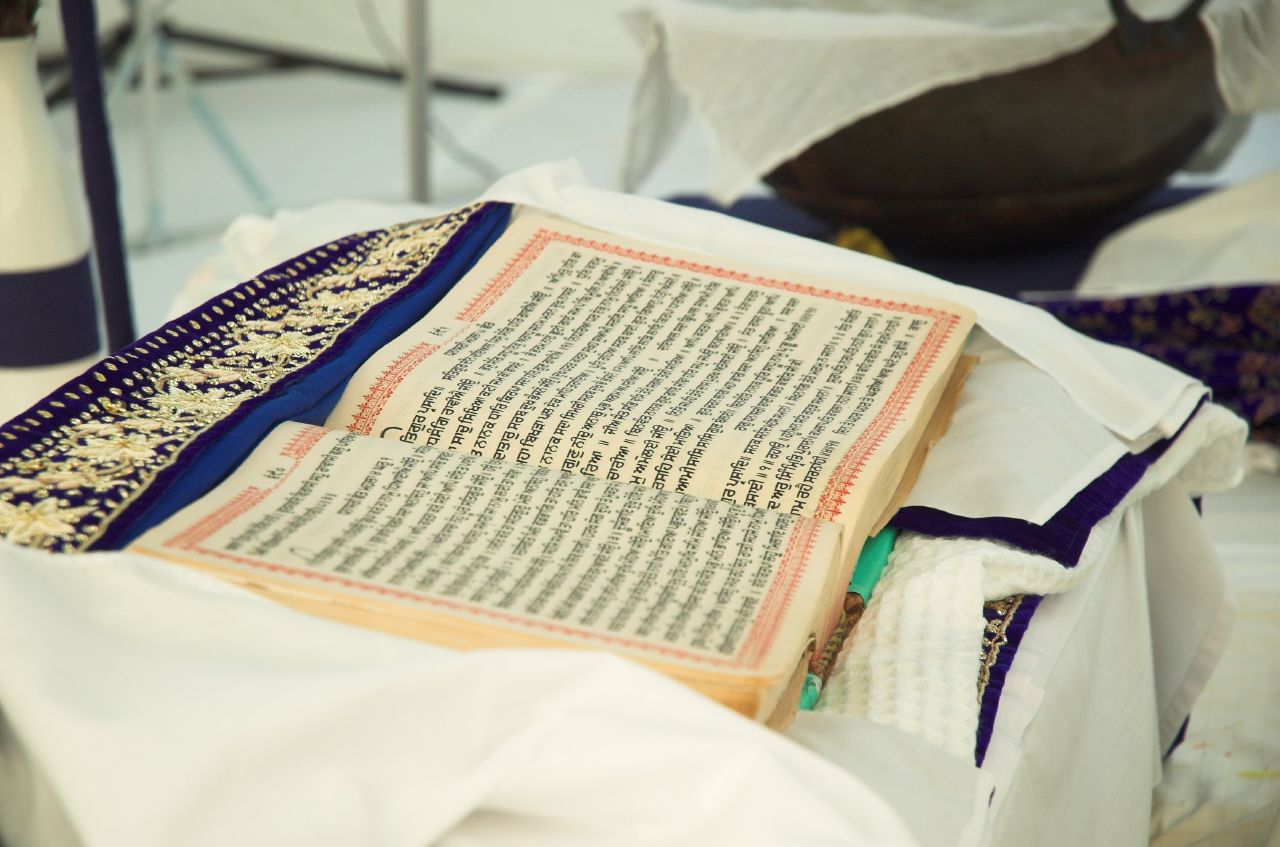
Le Livre saint ouvert.

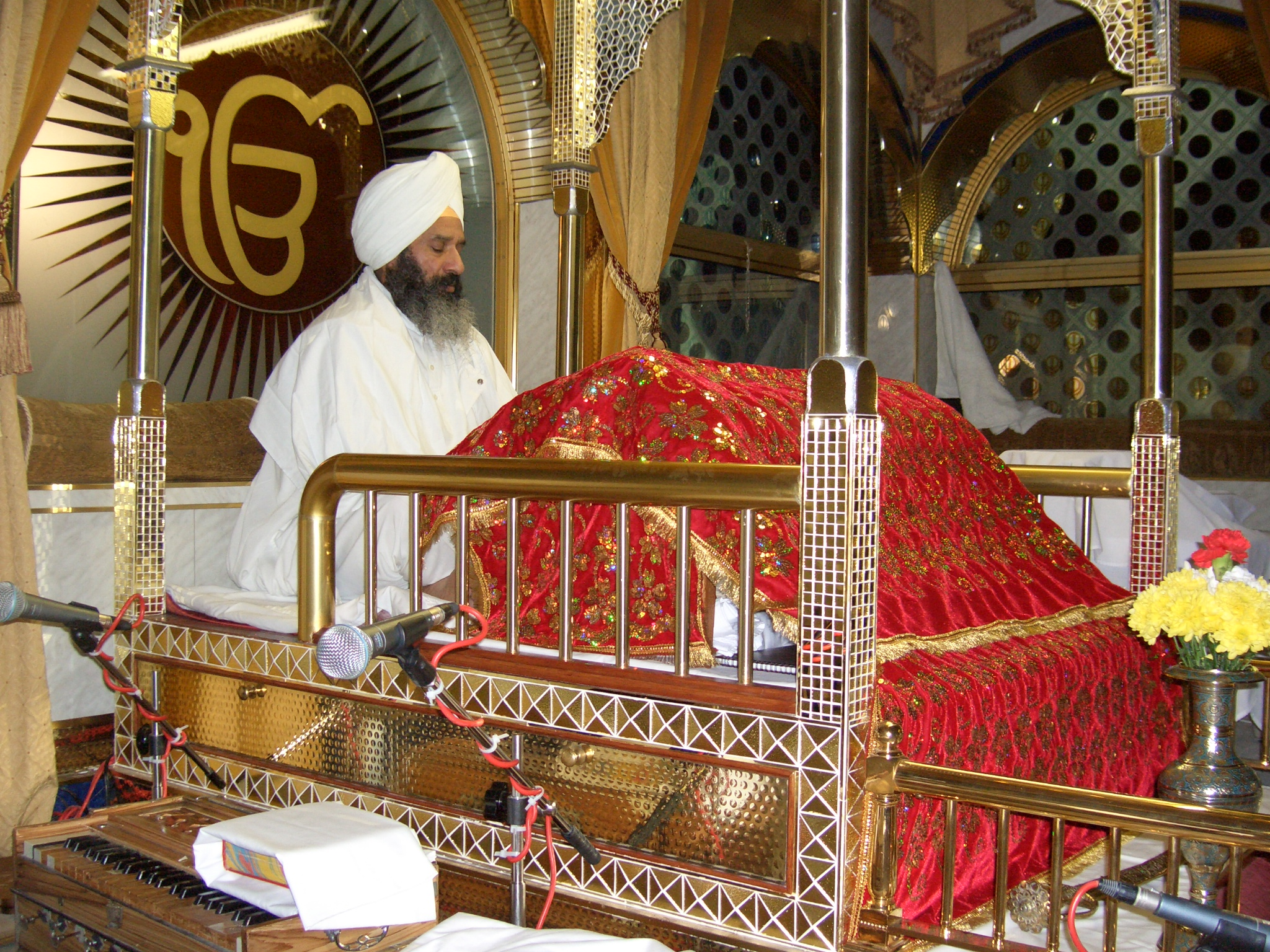
Un Granthi récitant le Guru Granth Sahib.

Le Guru Granth Sahib est le livre saint des Sikhs, qui le considèrent comme leur Guru (ou maître spirituel) éternel, autrement dit la représentation de Dieu devant les fidèles. Le terme Adi Granth désigne aussi les premières versions du livre, mais de nos jours les sikhs emploient les deux mots pour désigner le livre saint.

## Terminologie
Le nom s'analyse ainsi : Guru (sanskrit), « personne qui amène de l’obscurité à la lumière » (gu étant « obscurité » et ru  « lumière ») ; Granth (penjabi), « livre », mais plus précisément « Livre sacré » car traduire Granth simplement par « livre » est ressenti par les Sikh comme un manque de respect envers le Guru Granth Sahib ; Sahib, (mot arabe repris en hindi), « compagnon », « ami », mais aussi « seigneur ». 
Une traduction possible serait donc : « Le Maître Guru Livre », ou « Sa Seigneurie le Livre Gourou ».

## Histoire
Guru Nanak, (1469-1539), le premier gourou du sikhisme, a commencé à le rédiger. L'ouvrage fut d'abord compilé en 1604 par Guru Arjan (5e successeur de Guru Nanak) : le livre prend alors le nom d'Adi Granth. Il est enrichi en 1705 par le dixième Guru, Gobind Singh, qui y ajoute les hymnes mystiques de son prédécesseur et père, Guru Tegh Bahadur. Peu avant sa mort en 1708, Guru Gobind Singh intronisa le Sri Guru Granth Sâhib comme son seul et unique successeur, ce qui fait de l'ouvrage l'autorité spirituelle suprême des Sikhs.

## Forme et contenu
Les éditions standard actuelles du livre comptent en principe 1430 pages,. Les textes sont divisés en mehl (ou mahala), terme suivi d'un nombre ordinal (1er ou 2e ou 3e, etc.). Ce mot accompagné de l'ordinal indique auquel des dix gurus on doit le passage qui suit. Ainsi, le premier mehl renvoie au Guru Nanak, le deuxième au Guru Angad, le troisième au Guru Amar Das, le quatrième au Guru Ram Das, le cinquième au Guru Arjan, etc..
Le Sri Guru Granth Sâhib se présente sous la forme d'un recueil d'hymnes mystiques écrits ou chantés entre les XIIe et XVIIe siècles par les cinq premiers et le neuvième gourous sikhs, ainsi que par un certain nombre de saints musulmans (comme Kabîr) et hindous (Namdev, Ravidas…). Les langues médiévales utilisées pour leur composition sont des dialectes de l'Inde du Nord, proches du panjâbî ou de l'hindî, avec de nombreuses expressions en sanskrit, en persan ou en arabe. Le Guru Granth Sâhib est entièrement rédigé en gurmukhi.
Les textes qu'il contient sont appelés shabads, poèmes mystiques destinés à être chantés. Ainsi, chaque shabad commence par l'indication du râga dans lequel il a été composé et le nom de son auteur. Le Guru Granth Sâhib est la principale source de la tradition musicale sikh. Ses hymnes sont joués et chantés en présence de la congrégation des Sikhs, dans les gurdwaras, où chacun est invité à méditer sur le message qu'ils contiennent (hukam).
Il inclut le Ragmala, une composition de douze versets.
Voici, à titre d'exemple, une tentative de traduction d'un shabad composé en râga Sorath par le troisième guru, Guru Amar Das) : 
« Unique, puissance créatrice manifestée, Grâce du Vrai Guru. Ceux-là qui te servent sont tous tes esclaves, qui pour toujours accueillent ton Verbe. Par la grâce du Guru, ils deviennent purs, immaculés, éradiquant leur ego. Nuit et jour, ils louent continuellement la gloire du Vrai Seigneur, et sont ornés du Verbe du Guru. Ô mon Seigneur et Maître, je suis ton enfant, je cherche ton sanctuaire. Tu es l'Unique, la Vérité des vérités, tu es toi-même le destructeur de l'ego. »
Des offices sur sa lecture sont faits comme une lecture sans discontinuer du livre qui dure généralement 48 heures, lecture appelée Akhand Path ; ou une lecture au hasard de la page de gauche pour inspirer à la méditation, dénommé vak.